# Pitogo, Zamboanga del Sur
Pitogo là một đô thị cấp năm ở tỉnh Zamboanga del Sur, Philippines. Theo điều tra dân số năm 2000, đô thị này có dân số 21.064 người trong 4.235 hộ.

## Các đơn vị hành chính
Pitogo, về mặt hành chính, được chia thành 15 khu phố (barangay).
- Balabawan
- Balong-balong
- Colojo
- Liasan
- Liguac
- Limbayan
- Lower Paniki-an
- Matin-ao
- Panubigan
- Poblacion (Pitogo)
- Punta Flecha
- San Isidro
- Sugbay Dos
- Tongao
- Upper Paniki-an